# Hückeswagen
Hückeswagen ist eine Kleinstadt im Norden des Oberbergischen Kreises im Regierungsbezirk Köln in Nordrhein-Westfalen in Deutschland, ca. 40 Kilometer von Köln entfernt. Nachbarstädte sind Radevormwald, Wipperfürth, Wermelskirchen und Remscheid. Seit dem 19. März 2012 führt Hückeswagen den offiziellen Zusatz Schloss-Stadt.

## Geographie

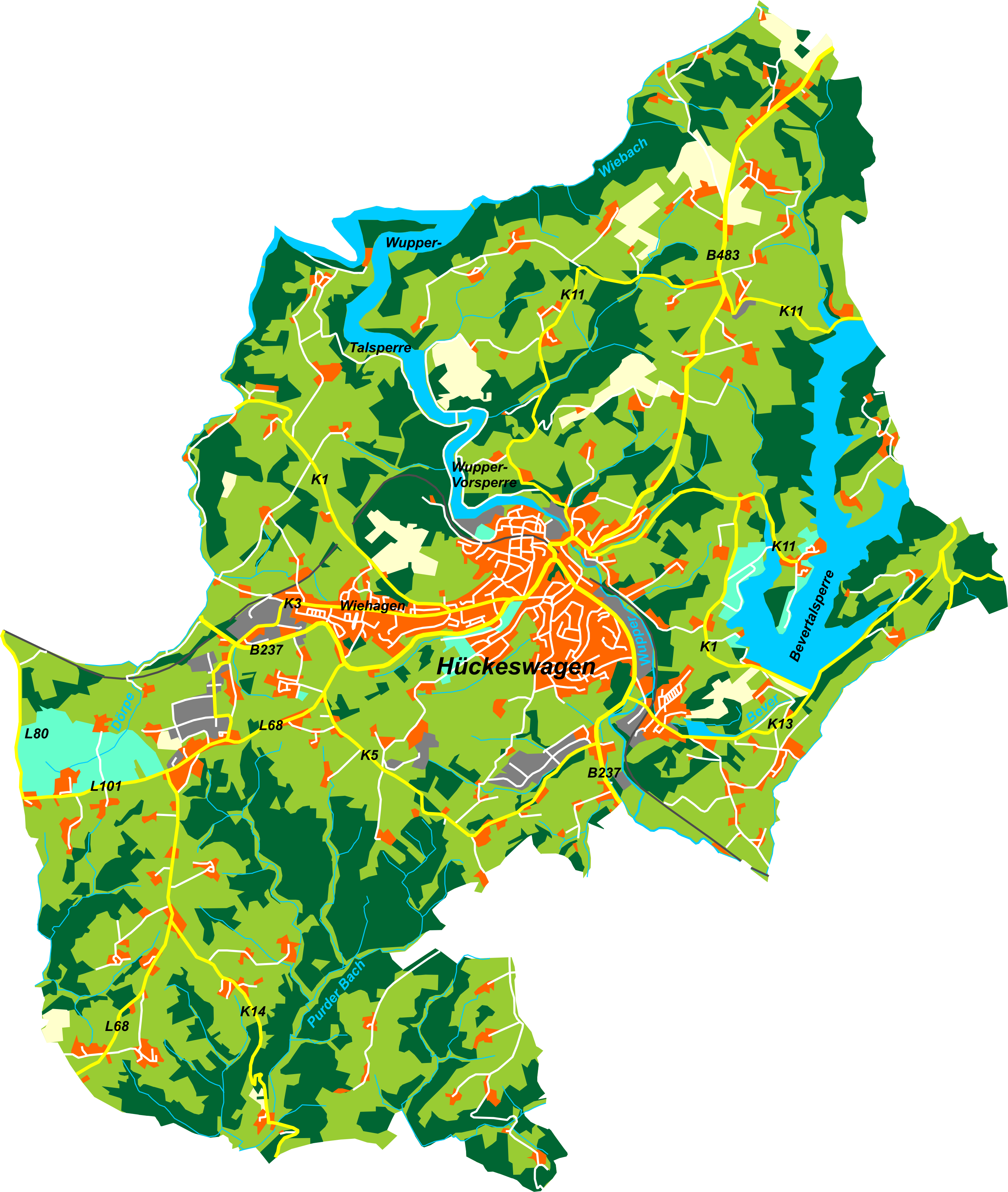
Karte von Hückeswagen

Durch Hückeswagen fließt die Wupper. Auf dem Stadtgebiet befinden sich zwei Talsperren: die Bevertalsperre und die Wuppertalsperre. Markant sind die enge Tallage der Stadt sowie der Schlossberg.

### Ortschaften und Ortsteile
Folgende Ortschaften und Ortsteile gehören zu Hückeswagen.
Altenhof |
Altenholte |
Aue |
Berbeck |
Bergerhof |
Bochen |
Bockhacken |
Böckel |
Braßhagen |
Buchholz |
Busche |
Busenbach |
Busenberg |
Dierl |
Dörpe |
Dörpersteeg |
Dörpfeld |
Dörpfelderhöhe |
Dreibäumen |
Dürhagen |
Eckenhausen |
Elberhausen |
Engelshagen |
Erlensterz |
Fockenhausen |
Frohnhausen |
Fürweg |
Fuhr |
Funkenhausen |
Goldenbergshammer |
Großberghausen |
Großeichen |
Großenscheidt |
Großkatern |
Grünental |
Grünestraße |
Hagelsiepen |
Hambüchen |
Hammerstein |
Hangberg |
Hartkopsbever |
Heinhausen |
Heide |
Heidt |
Herweg |
Höhe |
Höhsiepen |
Hülsenbusch |
Hummeltenberg |
Junkernbusch |
Käfernberg |
Kaisersbusch |
Kammerforsterhöhe |
Karquelle |
Karrenstein |
Kirschsiepen |
Kleinberghausen |
Kleineichen |
Kleinenscheidt |
Kleinhöhfeld |
Kleinkatern |
Knefelsberg |
Kobeshofen |
Kormannshausen |
Kotthausen |
Kurzfeld |
Laake |
Linde |
Maisdörpe |
Marke |
Mickenhagen |
Mitberg |
Mittelbeck |
Mittelhombrechen |
Mühlenberg |
Niederbeck |
Niederburghof |
Niederdahlhausen |
Niederdorp |
Niederhagelsiepen |
Niederhombrechen |
Niederlangenberg |
Neuenherweg |
Neuenholte |
Neuhückeswagen |
Neukretze |
Oberbeck |
Oberburghof |
Oberdorp |
Oberhombrechen |
Oberlangenberg |
Odenholl |
Odenhollermühle |
Pixberg |
Pixbergermühle |
Pixwaag |
Pleuse |
Posthäuschen |
Purd |
Rautzenberg |
Reinshagenbever |
Röttgen |
Runkelsiedlung |
Scheideweg |
Scheuer |
Schmitzberg |
Schneppenthal |
Schückhausen |
Siepersbever |
Sohl |
Stahlschmidtsbrücke |
Steffenshagen |
Steinberg |
Steinberg (Bevertalsperre) |
Stoote |
Straßweg |
Straßburg |
Strucksfeld |
Ulemannssiepen |
Vogelsholl |
Vormwald |
Voßhagen |
Warth |
Wefelsen |
Wegerhof |
Westenbrücke |
Westhofen |
Westhoferhöhe |
Wickesberg |
Wiehagen |
Winterhagen |
Wüste |
Zipshausen

### Nachbargemeinden
| Remscheid      | Radevormwald | Radevormwald |
| Wermelskirchen |              | Wipperfürth  |
| Wermelskirchen | Wipperfürth  | Wipperfürth  |

## Geschichte

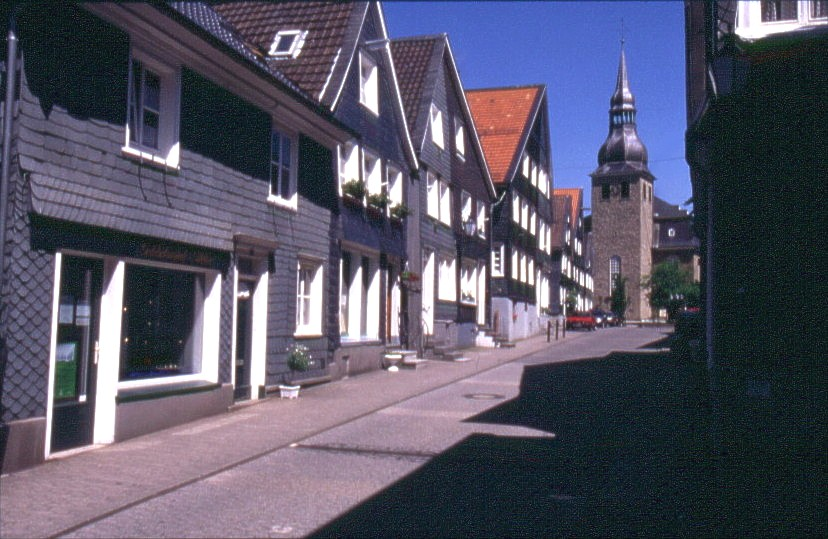
Marktstraße mit Pauluskirche

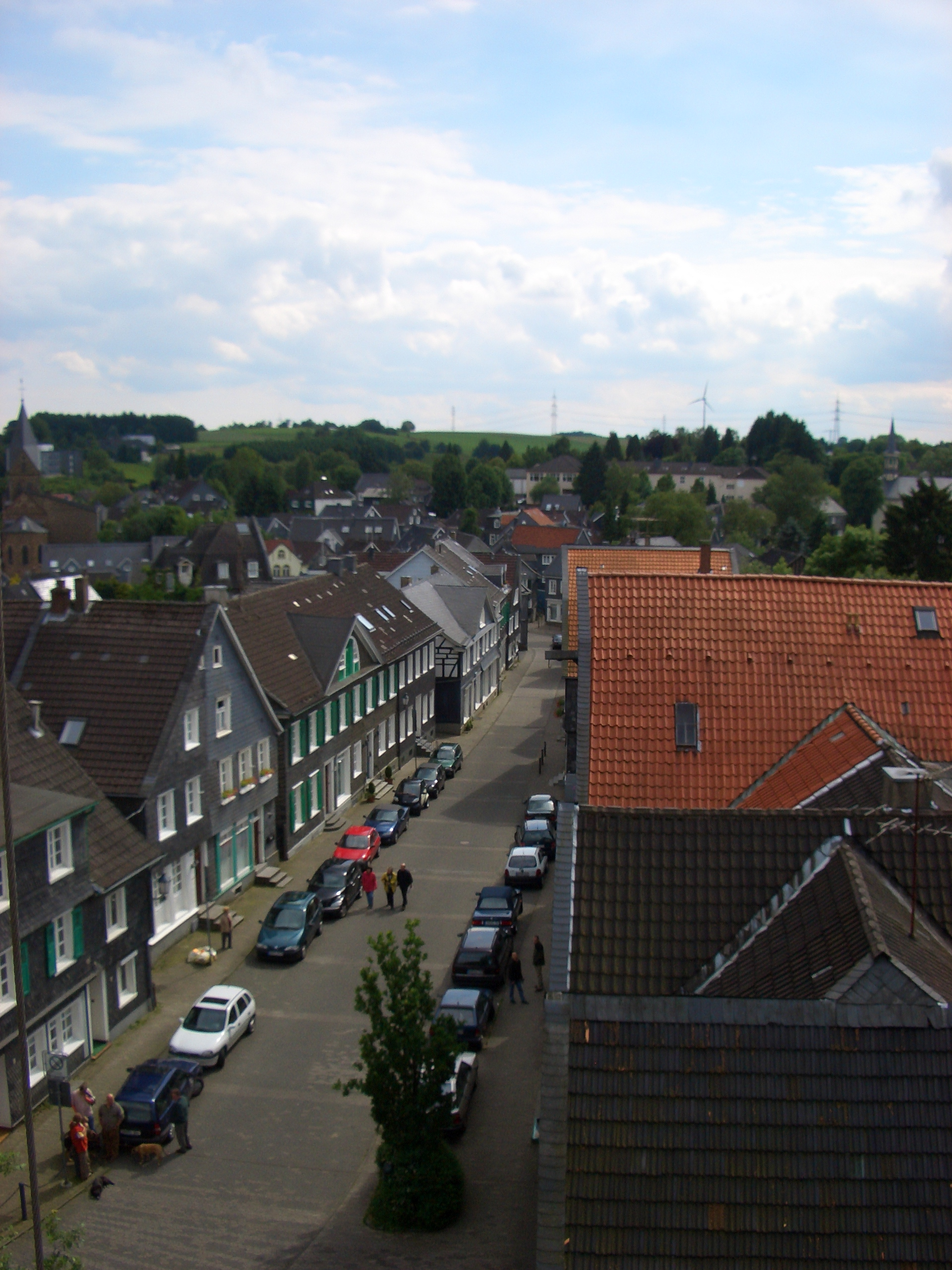
Marktstraße von der Pauluskirche aus gesehen

Hückeswagen war Stammsitz der Grafen von Hückeswagen und wurde im Jahr 1085 zum ersten Mal als fränkischer Salhof oder Sattelhof erwähnt. Die Nennung erfolgte in Form einer Bestätigung einer „Schenkung der Erbgüter der Essener Äbtissin Svanhild unter anderem durch Kaiser Heinrich IV.“
Der erste Graf, der in den Urkunden aus dem Jahr 1138 eindeutig identifiziert werden kann, war Friedrich von Hückeswagen. Bis zur Mitte des 13. Jahrhunderts konnten sich die Hückeswagener dem Streben der Grafen von Berg nach Ausdehnung ihres Territoriums entziehen. Zwischen 1220 und 1240 aber zogen die Hückeswagener Grafen ins mährische Beskidenvorland und erbauten dort unter anderem die Burgen Hochwald, Schauenstein und Alt Titschein. Am 6. Juli 1260 wurde der Besitz an die Grafen zu Berg übergeben.
Von 1490 bis 1508 wurde die Nikolauskirche gebaut. Später wurde nach einem Brand an gleicher Stelle die Pauluskirche errichtet.
Während der Herrschaft des Herzogtums Berg war das Kirchspiel Hückeswagen Sitz der Verwaltung des Amtes Hückeswagen. 1555 erfolgte die administrative Vereinigung des Amtes Hückeswagen mit dem Amt Bornefeld. 
In der Franzosenzeit wurde nach französischem Vorbild die Mairie Hückeswagen Kanton Lennep im Arrondissement Elberfeld des Großherzogtums Berg eingerichtet. Nachdem Berg 1814 an Preußen gefallen war, wurde aus der bergischen Mairie die preußische Bürgermeisterei Hückeswagen im neuen Kreis Lennep.
Die Stadtrechte nach der rheinischen Städteordnung wurden Hückeswagen am 4. April 1859 verliehen. Die Bürgermeisterei wurde 1861 in eine Stadtbürgermeisterei für die Stadt Hückeswagen und eine Landbürgermeisterei für die Landgemeinde Neuhückeswagen geteilt. Am 18. Oktober 1875 wurde die Stadt an das Eisenbahnnetz angeschlossen. Zur Zeit der Industrialisierung hatte Hückeswagen eine bedeutende Textilindustrie.
Am 1. Februar 1900 kam es zur lang angestrebten Vereinigung der Reformierten und der Lutherischen Gemeinde zu einer Evangelischen Gemeinde. Dies ist der Grund, warum die Gemeinde zwei Stadtkirchen hat.
Am 1. März 1920 wurden die Stadt Hückeswagen und die Landgemeinde Neuhückeswagen zu einer Stadt zusammengeschlossen.
Am 6. Februar 1923 wurde der Bahnhof Hückeswagen als Folge des Ruhrkampfs mit einer Vorhut von 100 französischen Soldaten besetzt. Dem ging voraus, dass die Deutsche Reichsbahn die Züge mit so genannter „Reparationskohle“ (Kohle die Deutschland an die Siegermächte des Ersten Weltkriegs zahlen musste) von Westen nach Osten umgeleitet hatte. Die Grenzen der besetzten zur unbesetzten Zone verliefen teilweise durch das heutige Stadtgebiet (→ Alliierte Rheinlandbesetzung). Die Posten standen auf dem Weg nach Pixberg, an der Fuhr, in der Reinsbach, in den Garagen der Firma Hueck/Dörpersteeg, am Tannenbaum und an der Eisenbahnbrücke am Schwarzen Weg. Mit einigen Unterbrechungen blieb Hückeswagen bis zum 24. Oktober 1924 in französischer Hand, danach zogen die Truppen wieder ab.
Am 13. März 1932 wurden in Hückeswagen durch die aufstrebenden Nationalsozialisten drei Kommunisten – Bruno Blumberg, Johann Fries und Wilhelm „Willi“ Mondre – ermordet. Es folgte die größte politische Demonstration in der Geschichte der Stadt, viele Tausende Menschen begleiteten die Beerdigung. Am 21. November 2016 wurden für die drei Opfer vom Künstler Gunter Demnig Stolpersteine in Hückeswagen verlegt.
Nach der Machtergreifung der Nazis am 30. Januar 1933 wurden auch in Hückeswagen politische Oppositionelle verhaftet und im Konzentrationslager Kemna inhaftiert. Bürgermeister Leyhausen wurde abgesetzt und durch Albert Gimbel ersetzt, der bis Ende des Zweiten Weltkrieges Bürgermeister blieb und kurz vor der Besetzung durch die US-Amerikaner floh.
Die Nachkriegszeit der Stadt war durch viele Flüchtlinge aus dem Osten geprägt, die in Hückeswagen ein neues Zuhause fanden.
Die heute noch im Stadtbild vorhandenen Tuchmachervillen, vor allem in der Bachstraße, zeugen vom großen Wohlstand der Industriellenfamilien der Tuchweberindustrie.
Die Bedeutung der Stadt als Grundzentrum hat sich in den letzten Jahrzehnten verkleinert, die Nachbarstadt Wipperfürth konnte als Mittelzentrum einige kommunale und öffentliche Einrichtungen zu sich holen.
In den 1970er-Jahren erfuhr das Stadtbild durch eine Stadtkernsanierung eine große Wandlung. Einige alte Häuser wurden abgerissen, andere blieben stehen und wurden unter Denkmalschutz gestellt. Im Jahr 1975 verlor man bei der kommunalen Gebietsreform zudem auch den Ortsteil Bergisch Born an Remscheid. Im Zuge dieser Reform wurde der Rhein-Wupper-Kreis aufgelöst, dem Hückeswagen seit 1929 angehörte, und die Stadt dem Oberbergischen Kreis zugeordnet.
Seit dem Jahr 2005 vollzieht sich in Hückeswagen ein grundlegender Imagewandel. So gelang es der Stadt, maßgebliche Veranstaltungen nach Hückeswagen zu holen, unter anderem eine Open-Air-Musikveranstaltung und ein großes Sommerbobrennen 2008, das erste seiner Art weltweit, das 2012 zu einer offenen Sommerbob-Europameisterschaft erweitert werden soll. Die Gruppe BAP gab im Rahmen des WDR-2-Tages ein großes Freiluft-Rockkonzert. Zu den letzten größeren Veranstaltungen kamen jeweils über 10.000 Zuschauer. Anfang 2010 bekam Hückeswagen den Zuschlag für den Nordrhein-Westfalen-Tag im Jahr 2013. Hückeswagen hat sich für die kommenden Jahre zum Ziel gesetzt, die so genannte Energiewende schneller als andere Städte und Gemeinden im Umfeld zu schaffen. Die Stadt soll energieautark werden. Damit einher geht der Einstieg in ein nachhaltiges Elektromobilitätskonzept. Beide Ziele sind auch im Hinblick auf den NRW-Tag 2013 definiert worden, der jedoch im Mai 2012 abgesagt wurde.

### Herkunft des Namens
Eine These über die Herkunft des Namens besagt, dass die frühere Form Hukensuuage oder Huckengeswage so viel wie die Ansiedlung eines Mannes namens Hugobert oder Hugibald bedeutet. Der Heimatforscher Wilhelm Blankertz vertritt in seinen Veröffentlichungen eine andere Theorie. Demnach heißt die älteste Ortsbezeichnung Hukengesuuage, was so viel wie „Siedlung des Geschlechtes der Hunginger nahe dem Wasser“ bedeutet. Auf jeden Fall wird die Siedlung erstmals im Jahre 1085 in einer Schenkungsurkunde der Fürstäbtissin Swanhildis von Essen erwähnt, welche an einen damaligen Edelherren für seine Hofschaft ausgestellt wurde. Um 1298 ist die Form Huckenshove belegt.

### Einwohnerstatistik

Einwohnerentwicklung von Hückeswagen von 2004 bis 2018 nach nebenstehender Tabelle

| Jahr | Einwohner |
| ---- | --------- |
| 2004 | 16.393    |
| 2005 | 16.663    |
| 2007 | 16.155    |
| 2009 | 15.832    |
| 2010 | 15.643    |
| 2011 | 16.397    |
| 2012 | 15.139    |
| 2013 | 15.102    |
| 2014 | 15.029    |
| 2015 | 15.275    |
| 2018 | 15.060    |
| 2022 | 14.825    |

### Konfessionsstatistik
Gemäß dem Zensus 2011 waren 38,3 % der Einwohner evangelisch, 29,1 % römisch-katholisch und 32,6 % waren konfessionslos, gehörten einer anderen Religionsgemeinschaft an oder machten keine Angabe. Die Zahl der Protestanten und Katholiken ist seitdem gesunken. Im Juni 2020 waren von den 15.728 Einwohnern 5.143 (32,7 %) evangelisch, 4.198 (26,7 %) römisch-katholisch und 6.135 (39,0 %) konfessionslos.

## Politik

### Stadtrat

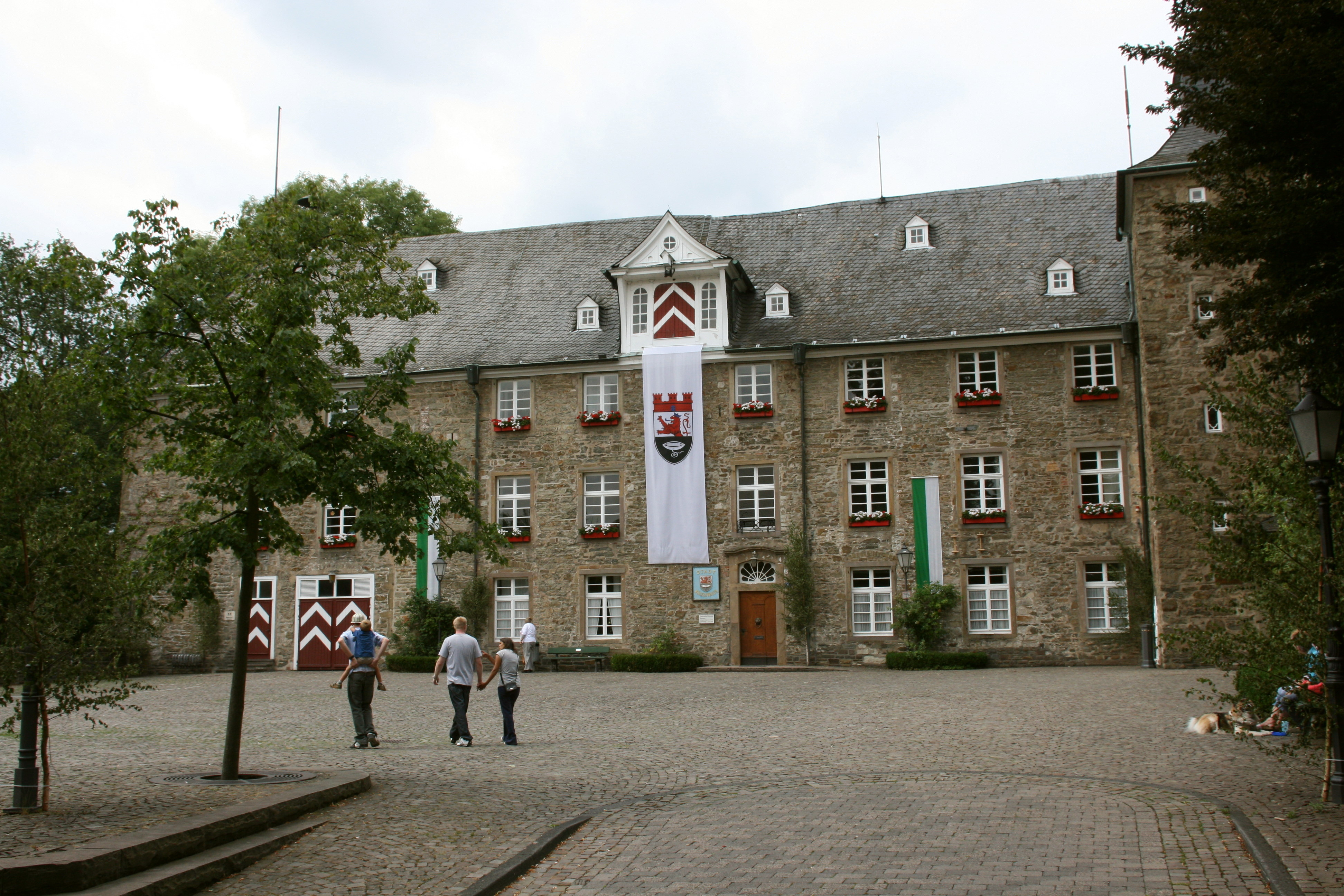
Stadtverwaltung im Schloss Hückeswagen

Der Stadtrat der Stadt Hückeswagen hat 42 Sitze (davon zwölf Überhangmandate). Die Liste Freie aktive Bürger (FaB) spaltete sich im September 2000 von der Unabhängigen Wählergemeinschaft (UWG) ab.

### Bürgermeister
Dietmar Persian (parteilos) wurde am 23. März 2014 mit 55,13 % der Stimmen zum Bürgermeister gewählt und 2020 mit 68,82 % im Amt bestätigt. Sein Vorgänger Uwe Ufer (parteilos) wurde am 10. Oktober 2004 in einer Stichwahl ins Amt gewählt, wobei er sich mit 55,7 % gegen Dietmar Persian (44,3 %) durchsetzte, und 2009 mit 91,8 % der abgegebenen Stimmen im Amt bestätigt. Am 29. April 2013 erklärte Ufer überraschend seinen Rücktritt mit Wirkung zum 31. Oktober 2013 und wurde Vorstand des Diakonischen Werkes in Köln.

### Gemeinsame Bürgermeister (1814–1863)
| Zeitraum  | Bürgermeister          |
| --------- | ---------------------- |
| 1814–1834 | Wilhelm Arnold Johanny |
| 1834–1840 | Carl Rittinghausen     |
| 1840–1842 | Wilhelm Wortmann       |
| 1842–1851 | Joseph Schenk          |
| 1851–1863 | Julius Wilhelm Wirth   |

### Bürgermeister der Stadt Hückeswagen (1863–1920)
| Zeitraum  | Bürgermeister               |
| --------- | --------------------------- |
| 1863–1872 | Heinrich Gottfried Eschmann |
| 1872      | Otto Paulussen              |
| 1873–1874 | Rudolf Thomas               |
| 1874–1906 | Christian Langenfeld        |
| 1906–1910 | Hugo Hagenkötter            |
| 1910–1920 | Ludwig van Spankeren        |

### Bürgermeister von Neuhückeswagen (1863–1920)
| Zeitraum  | Bürgermeister        |
| --------- | -------------------- |
| 1863–1887 | Julius Wilhelm Wirth |
| 1887–1910 | Hugo Hagenkötter     |
| 1910–1920 | Richard Leyhausen    |

### Bürgermeister des vereinigten Hückeswagen (seit 1920)
| Zeitraum  | Bürgermeister     | Partei    |
| --------- | ----------------- | --------- |
| 1920–1933 | Richard Leyhausen |           |
| 1933–1945 | Albert Gimbel     | NSDAP     |
| 1945–1946 | Richard Leyhausen |           |
| 1946      | Fritz Streppel    | SPD       |
| 1946–1954 | Paul Günther      | CDU       |
| 1954–1969 | Josef Hackenbruch | CDU       |
| 1969–1975 | Friedrich Weyer   | CDU       |
| 1975–1979 | Agnes Biciste     | CDU       |
| 1979–1989 | Helmut Ptock      | SPD       |
| 1989–1997 | Manfred Vesper    | CDU       |
| 1997–2004 | Norbert Jörgens   | parteilos |
| 2004–2013 | Uwe Ufer          | parteilos |
| seit 2014 | Dietmar Persian   | parteilos |

### Wappen
Die ehemalige „Freiheit Hückeswagen“ erhielt 1859 die Stadtrechte. Das Stadtwappen wurde am 22. August 1892 von Kaiser Wilhelm II. verliehen. Der Wappenschild ist oben silber- und unten schwarzgrundig. Unter der dreizinnigen, roten Mauerkrone zeigt es oben den „wachsenden“ roten bergischen Löwen. Das Weberschiffchen mit abhängendem silbernen Faden im unteren Feld des Wappens ist ein Hinweis auf die bereits im späten Mittelalter bedeutende Tuchindustrie der Stadt.

### Partnerstädte
Hückeswagen pflegt seit dem 29. Juli 1972 eine Städtepartnerschaft mit Étaples in Frankreich. Weiterhin gibt es freundschaftliche Beziehungen zu Königs Wusterhausen, die aus einer Partnerschaft mit der Evangelischen Kirchengemeinde Hückeswagen hervorgegangen ist. Die Partnerschaft der jeweiligen Feuerwehren begann 1995 während des so genannten Schleusenfestes in der brandenburgischen Stadt.

## Wirtschaft und Infrastruktur

### Unternehmen
Zu den bedeutenden Hückeswagener Unternehmen gehören das Maschinenbau-Unternehmen Klingelnberg , der Elektroindustriezulieferer PFLITSCH, der Papierindustriezulieferer Joh. Clouth, der Maschinenbauzulieferer Recknagel Präzisionsstahl und die Firma AGP Maschinenbautechnik.

### Gewerbeflächen
Im Stadtgebiet von Hückeswagen werden ungefähr 60 ha Fläche gewerblich genutzt. Davon befinden sich die größten zusammenhängenden Gewerbe- und Industriegebiete im Innenstadtbereich zwischen der B 237 und der Wupper (Gewerbegebiet Ost 1), in Kobeshofen (Gewerbegebiet Süd), in Wiehagen/Industriestraße (Gewerbegebiet West 1) und im Bereich An der Schlossfabrik/Kleineichen (Gewerbegebiet Ost 2). Ein weiteres Industriegebiet mit rund 40 ha Gewerbefläche befindet sich im Bereich zwischen Winterhagen und Scheideweg an der westlichen Gemeindegrenze mit unmittelbarer Anbindung an die B 237. Es trägt die Bezeichnung West 2. Das Gewerbegebiet West 3 im Dreieck Kammerforsterhöhe/Junkernbusch/Heidt wurde bis 2022 erschlossen und steht der Ansiedlung von Unternehmen zur Verfügung.

### Verkehrsanbindung

#### ÖPNV
Der ÖPNV in Hückeswagen wird mit Bussen ausgeführt. Heute bestehen Verbindungen nach Remscheid-Lennep, Gummersbach, Radevormwald und Wermelskirchen. Die Stadt gehört zum Verkehrsverbund Rhein-Sieg, befindet sich aber an der Schnittstelle zum Verkehrsverbund Rhein-Ruhr (Tarifkragen) und ist somit im „Großen Grenzverkehr“ erreichbar. Darüber hinaus gibt es seit 2010 einen Bürgerbus, der von einem Trägerverein betrieben wird.
Die wichtigste Haltestelle heißt Bahnhofstraße in der Innenstadt. Von hier verkehren alle Linien.
Die Hauptbuslinie 336 bedient das Hückeswagener Stadtgebiet fast komplett und verkehrt nach Remscheid-Lennep, dem nächsten Bahnhof. Dort besteht Anschluss zum Müngstener nach Wuppertal oder Solingen und den Fernbussen unter anderem nach Berlin oder München. In Gummersbach können weitere Ziele erreicht werden. Diese Linie verkehrt jeden Tag von morgens früh bis spät nachts fast immer stündlich, ohne Taxibusfunktion.
Die Linie 339 nach Radevormwald wird zu bestimmten Zeiten über Radevormwald hinaus weiter als Linie 626 über die Wupperorte nach Wuppertal-Oberbarmen verlängert. Zusätzlich bedient die Linie 339 montags bis freitags zweimal Schlagbaum, wo Anschluss nach Schwelm besteht.
Diese Linie verkehrt täglich, jedoch nicht immer im Stundenrhythmus. Zur Ergänzung existiert ein Taxibus- sowie ein Bürgerbus-Angebot.
| Linie | Verlauf | Takt                                                  | Takt                                        | Betreiber        |
| Linie | Verlauf | Mo – Fr                                               | Sa, So & Fe                                 | Betreiber        |
| ----- | --- | ----------------------------------------------------- | ------------------------------------------- | ---------------- |
| 261   | Wermelskirchen Busbf – Wermelsk. Markt / Taubengasse – Eipringhausen – Dhünn Ortsmitte – Dhünn Halzenberg – Scheideweg – Hückeswagen Wiehagener Str. – Hückeswagen Bahnhofstr. | 5× am Tag                                             | —                                           | RVK              |
| 336   | Remscheid-Lennep Bf – RS-Lennep Bismarckplatz (nur in Fahrtrichtung Gummersbach) – RS-Lennep Alte Kölner Str. (Anschluss nach Remscheid Zentrum) – Bergisch-Born Post – Winterhagen – Hückeswagen Wiehagener Str. – Hückeswagen Bahnhofstr. – Wipperfürth Busbf / Surgères-Platz – Ohl – Marienheide Busbf – Rodt – (Müllenbach (nicht immer) –) Kalsbach – Gummersbach Bf | 60 min                                                | 60 min                                      | OVAG             |
| 339   | (Schlagbaum – Wellringrade –) *Radevormwald Busbf – Herweg – Hückeswagen Bahnhofstr. * = als Linie 626 aus W-Oberbarmen weiter nach Hückeswagen (nicht immer) | 2× am Tag Schlagbaum – Rade 60 min Rade – Hückeswagen | 60–120 min inkl. Taxibus Rade – Hückeswagen | OVAG             |
| FB    | Bergischer FahrradBus: LEV-Opladen Busbf – Pattscheid Bf – Burscheid Bf – Hilgen Raiffeisenplatz – Wermelskirchen RVK-Niederlassung – Wermelsk. Neuenborn (B51) – Hückeswagen Bahnhofstr. – Wipperfürth Leiersmühle – Ohl – Marienheide Busbf Bus mit Anhänger | —                                                     | 60–120 min (nicht im Winter)                | OVAG, RVK, wupsi |

Schienenverkehr ist in der Stadt nicht mehr vorhanden. Die Wippertalbahn von Lennep durch Hückeswagen nach Marienheide über Wipperfürth wurde am 31. Dezember 1995 stillgelegt, der Bahnhof wurde nach anderweitiger Nutzung im Jahr 2000 abgerissen und die Bahngleise teilweise abgetragen. Der nächste Bahnhof befindet sich in Remscheid-Lennep.
Seit seiner Einweihung am 22. April 2012 beginnt direkt am Bahnhof Lennep ein kombinierter Fuß- und Radweg auf der ehemaligen Bahnstrecke nach Marienheide. In Bergisch-Born zweigt eine gleichartige Verbindung auf der ehemaligen Bahnstrecke nach Opladen ab. Seit dem 1. Juli 2017 wird außerdem der Bergische FahrradBus in Richtung Opladen oder nach Marienheide von der Haltestelle Bahnhofstraße angeboten.

#### Autoverkehr
Die Bundesstraße 237 und die Bundesstraße 483 führen durch Hückeswagen. Zur Verbesserung der Verkehrsführung wurde im Mai 2011 der Bau einer Stadtstraße (innere Ortsumgehung) fertiggestellt. Mittelfristiges Ziel ist der Umbau der Bahnhofstraße (eines Teilstücks der B 237) zu einem beruhigten Bereich, um die Altstadt inklusive des Wilhelmsplatzes mit dem Etapler Platz zusammenzuführen. Das kann erfolgen, wenn die äußere Ortsumgehung fertiggestellt ist, da dann die Bahnhofstraße als Bundesstraße entwidmet wird. Ein Termin für den Baubeginn der äußeren Ortsumgehung (B 237n) steht noch nicht fest.

#### Besonderheiten
Als erste Stadt Westdeutschlands hat Hückeswagen flächendeckend das Ost-Ampelmännchen eingeführt.

### Vereine

#### Sport
Organisatorisches Bindeglied für den Sport in Hückeswagen ist der Stadtsportverband, dem der überwiegende Teil der Vereine angehört. Zentrale Freiluftsportanlage in der Sportplatz Schnabelsmühle mit einem Kunstrasenplatz. Die größte Sporthalle ist die Mehrzweckhalle im Brunsbachtal, wo sich auch das Hallenbad (genannt Bürgerbad) befindet.
Die wichtigsten Sportvereine sind:
- ATV Hückeswagen (Breitensport, Handball, Triathlon, Gymnastique)
- Turnerbund Hückeswagen (Breitensport)
- TV Winterhagen (Prellball, Trampolin)
- RSV 09 Hückeswagen (Fußball)
- Schützenverein Hückeswagen 1636 e. V. (Schießsport)
- RBS Hückeswagen (Reha- und Behindertensport)
- TC Hückeswagen e. V. (Tennis)
- Schachfreunde Hückeswagen 85 e. V.
- Judo-Club Mifune e. V. Hückeswagen (Reha- u. Behinderten-Judo)
- SC Heide e. V. (Fußball)
- DLRG Hückeswagen e. V. (Schwimmen/Rettungsschwimmen)

#### Fördervereine
- Christliche Schriftenverbreitung e. V.
- Interessengemeinschaft Frühschwimmer (Förderung des Hallenbads)
- Freundeskreis Stadtbibliothek (Förderung Bücherei)
- Förderverein der Freunde und Förderer der Jugendpflege
- Kultur-Haus Zach e. V.
- Freundeskreis Johannesstift e. V.

#### Soziale Vereine
- Bürgerbus Hückeswagen e. V.
- Café Liebenswert
- Fritz Perls Institut[20]
- Das Jugend- und Sozialwerk Gotteshütte e. V.
- Deutsche Lebens-Rettungs-Gesellschaft Ortsgruppe Hückeswagen
- Deutsches Rotes Kreuz Ortsverein Hückeswagen
- Freiwillige Feuerwehr Hückeswagen
- Technisches Hilfswerk (THW) Ortsverband Hückeswagen
- Christliche Islandtafel (organisiert das Tafelangebot für Bedürftige in Hückeswagen)

### Musik, Geschichte und Kultur
Viele Kulturtreibende Vereine der Stadt sind im Stadtkulturverband organisiert, beispielsweise die Musikvereine wie der Chor Modern Generation, die Kulturgemeinde Hückeswagen e. V. (für Klassische Musik) oder der Geschichtsverein Bergische Zeitgeschichte (BZG). Eine Besonderheit in Hückeswagen ist, dass es zwei Geschichtsvereine gibt: Neben der BZG gibt es auch die seit 1960 existierende Abteilung des Bergischen Geschichtsvereins (BGV). Eine wichtige Funktion im kulturellen Leben der Stadt hat auch die Kolpingsfamilie, die unter anderem auch den Karnevalszug organisiert. Ein professionelles Theater gibt es nicht, wohl aber den Amateurtheaterverein Der Wipperwagen e. V., der jährlich eine neue Boulevardkomödie produziert und auf die Bühne bringt. Ende 2011 wurde das Kulturzentrum Kultur-Haus Zach eröffnet, in dem einige Kulturvereine ihren Sitz haben. Auch die Musikschule ist dort untergebracht.
Von 1985 bis 1991 war die Initiative zur Erweiterung der Kultur e. V., ein Kollektiv von Künstlerinnen, Künstlern und Kunstinteressierten, in Hückeswagen aktiv. Diese Initiative führte zahlreiche kulturelle Veranstaltungen in der Stadt durch, unter anderem 1988 die Aufführung des Theaterstücks Gegenwart der Erinnerung im Heimatmuseum, Schloss Hückeswagen, und den Skulpturenpark Wuppervorsperre, eine Ausstellung von Skulpturen und Plastiken, die 1990 für drei Monate an der Vorsperre der Wuppertalsperre zu sehen war. Die Arbeiten stellten die Bandbreite der zeitgenössischen Objekt- und Installationskunst mit dem Ziel dar, neue, außergewöhnliche und überraschende Sichtweisen zu eröffnen. Das Projekt war konsequent interdisziplinär angelegt. Im Beiprogramm wurden zeitgenössische performative Beiträge an unterschiedlichen Orten an der Vorsperre präsentiert. Für die Ausstellungsorganisation waren Klaus Behrla, Stefanie Hierholzer und Ulrich Klaus verantwortlich.

### Medien
Es gibt zwei Tageszeitungen: den „Hückeswagener Stadtanzeiger“ als Lokalausgabe des Remscheider General-Anzeigers und die „Bergische Morgenpost“, eine Lokalausgabe der Rheinischen Post. Beide Redaktionen befinden sich jedoch außerhalb der Stadt. Außerdem erscheint wöchentlich das kostenlose Anzeigenblatt Bergischer Anzeiger.

### Wander- und Radwege
Wie im gesamten übrigen Bergischen Land stammen fast alle Wanderwege von dem Sauerländischen Gebirgsverein e. V. (SGV). Der Systematik des SGV folgend, werden im Artikel Wanderwege im Oberbergischen Land alle gezeichneten Wanderwege aufgelistet. Die wichtigsten Wanderwege sind der Rundweg um die Bevertalsperre, der Historische Rundweg durch die Altstadt und entlang der Wuppertalsperre sowie der Hückeswagener Rundweg.

### Überörtliche Wanderwege
SGV-Hauptwanderstrecken
- Die Hauptwanderstrecke X7, Residenzenweg von Düsseldorf-Gerresheim nach Arnsberg durchläuft das nördliche Hückeswagen in Ost-West-Richtung.
- Die Hauptwanderstrecke X19, Schlösserweg von Düsseldorf-Benrath nach Dillenburg berührt Hückeswagen im Südwesten.
- Die Hauptwanderstrecke X28, Graf-Engelbert-Weg von Hattingen nach Schladern/Sieg durchläuft das östliche Hückeswagen in Nord-Süd-Richtung.

## Sehenswürdigkeiten

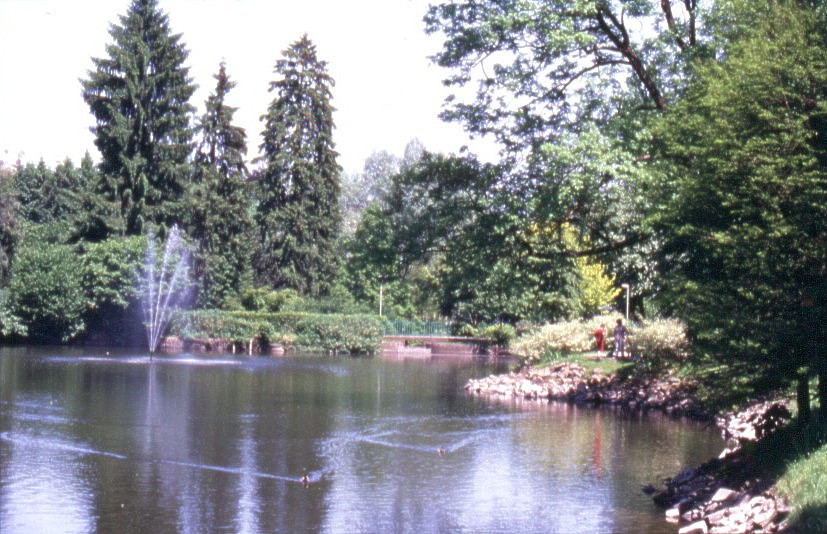
Schwanenteich im Stadtpark

- Im historischen Stadtkern, auch Hückeswagener Altstadt genannt, befinden sich
  - Schloss Hückeswagen mit dem Heimatmuseum
  - Katholische Pfarrkirche St. Mariä Himmelfahrt
  - Evangelische Pauluskirche (Nutzung für Gottesdienste)
  - Evangelische Johanniskirche (Nutzung für besondere Gottesdienste, Trauerfeiern und Kirchenmusik)
  - Bürgerhäuser im Fachwerkstil an der Marktstraße, unter anderem das Geburtshaus von Maria Zanders
  - Kolpinghaus und Montanushaus (Geburtshaus von Vinzenz von Zuccalmaglio)
  - Weierbachstraße, sie gilt als einer der schönsten Straßenzüge der Stadt
- Stadtpark (früher: Johanny’s Park)
- Jung-Stilling-Haus in der Ortschaft Hartkopsbever. Der Augenarzt und Schriftsteller Johann Heinrich Jung, genannt Jung-Stilling, lebte dort von 1762 bis 1763 als Hauslehrer.
- Die Bevertalsperre und die Wuppertalsperre sind mit ihren Wanderwegen und Wassersportmöglichkeiten eine Anlaufstelle für Naherholungssuchende.
- Zwei mittelalterliche Ringwallanlagen: Am Bilstein und in Oberburghof.
- Haus Hammerstein, ehemaliges Luxushotel an der Wuppertalsperre
- Hückeswagener Mühlen, siehe Mühlen im Oberbergischen Land
- Gründerzeitvillen entlang der Bach- und der Friedrichstraße

## Denkmäler und Gedenktafeln

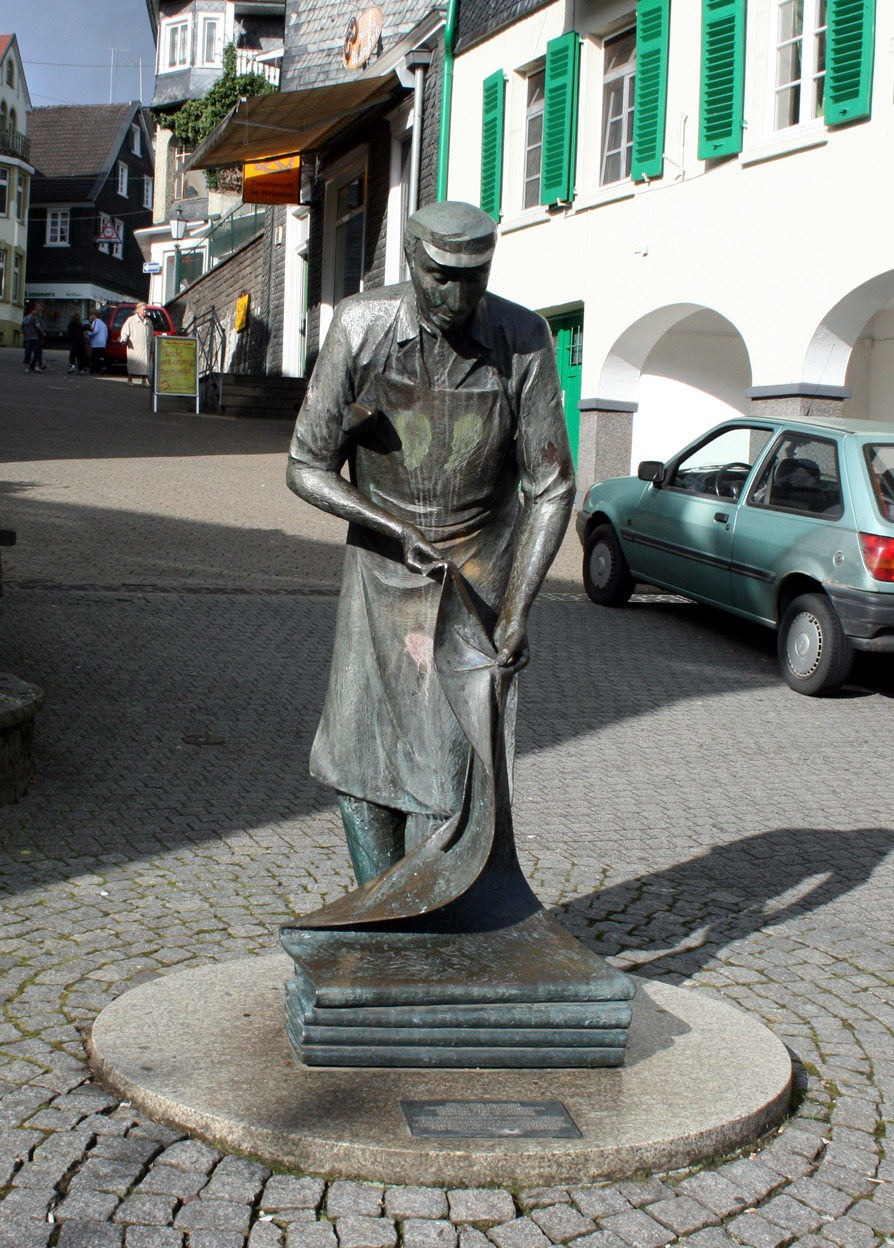
Tuchweberdenkmal auf der Islandstraße (Ansicht 2007)

In Hückeswagen gibt es diverse Baudenkmäler. Die Liste der Baudenkmäler in Hückeswagen listet alle Baudenkmäler mit einer kurzen Beschreibung auf. Zu den Baudenkmälern gehört unter anderem das
- Tuchweberdenkmal auf der Islandstraße: Statue einer lebensgroßen Person, die einen Tuchweber darstellt. Sie wurde 1985 anlässlich der 900-Jahr-Feier Hückeswagens eingeweiht und soll an die große Zeit der Tuchmacherindustrie in Hückeswagen erinnern. Zuerst hat es an der unteren Islandstraße nahe dem Wilhelmplatz gestanden, wurde aber wenige Monate später an den Kreuzungsbereich Islandstraße/Waidmarktstraße verlegt. Der Schöpfer des Denkmals ist Franz-Otto Lipp.
- Kleines Kriegerdenkmal an der Bahnhofstraße: Es erinnert an die Gefallenen des Ersten Weltkrieges, dabei handelt es sich um 24 Bürger der Stadt. Auf dem quaderförmigen Sockel aus Stein sind auf allen vier Seiten Inschriften angebracht. Auf dem Denkmal befand sich ein Adler, das Wappentier des Kaiserreiches, der mehrmals gestohlen oder beschädigt wurde, beispielsweise 1984 kurz vor der 900-Jahr-Feier. Historischer Hintergrund: Nachdem Deutschland 1870/71 einen Krieg gegen Frankreich gewonnen hatte - was zur Gründung des Kaiserreiches führte -, wurden aus einer patriotischen Stimmung heraus überall im Land Denkmäler errichtet, so auch in Hückeswagen. Am 2. September 1875 war es dann soweit. 1996 wurde es mit Mitteln der Sparkasse Radevormwald-Hückeswagen, der Firma Recknagel und des Verkehrs- und Verschönerungsvereins Hückeswagen restauriert.

## Persönlichkeiten

### Persönlichkeiten, die in der Stadt geboren sind
- Caspar Pfaffrad (1562–1622), Theologe und Hochschullehrer
- Moritz Rittinghausen (1814–1890), Theoretiker der direkten Demokratie, sozialistischer Politiker
- Theodor Löbbecke (1821–1901), Apotheker, Begründer der Sammlung des Düsseldorfer Löbbecke-Museums
- Maria Zanders geborene Johanny (1839–1904), Kulturstifterin, Gründerin der Altenberger Dom-Stiftung
- Ewald Gnau (1853–1943), Botaniker, der Rosenprofessor genannt, Mitbegründer des Europa-Rosariums in Sangerhausen
- Jean Bêché (1855–1917), Maschinenbauingenieur, Erfinder und Fabrikant
- Paul Hartmann (1869–1942), Politiker (DDP), erster Oberbürgermeister von Wuppertal
- Walther Hartmann (1873–1964), Oberbürgermeister von Remscheid von 1914 bis 1937
- Hedwig Wilms (1874–1915), deutsche Künstlerin der Art brut
- Hans Anna Haunhorst (1883–1954), Jurist und Autor
- Wilhelm Rees (1888–1969) (* in Neuhückeswagen), Dezernent der Stadt Remscheid, Heimatforscher und Schriftsteller
- Hans Theodor Schreus (1892–1970), Dermatologe und Röntgenologe
- Wilhelm Spicher (1898–1987), Politiker
- Paul Günther (1899–1967), Bürgermeister von Hückeswagen 1946 bis 1954
- Thaddaeus Ballsieper (1900–1978), Ordensgeistlicher
- Paul Koppelberg CSSp (1912–1981), römisch-katholischer Ordensgeistlicher, Präsident des „Päpstlichen Werkes der heiligen Kindheit in Deutschland“ („Sternsinger“)
- Willi Daume (1913–1996), Präsident des Nationalen Olympischen Komitees (NOK)
- Erwin Gräf (1914–1976), Islamwissenschaftler, Orientalist und Semitist, Hochschullehrer
- Horst Flosbach (* 1936), Langstreckenläufer
- Heinz Rosenbauer (1938–2010), deutscher Jurist und Politiker (CSU)
- Peter Schäfer (* 1943), deutscher Judaist
- Friedhelm Nippel (1944–1993), Entomologe
- Heide Ecker-Rosendahl (* 1947), Olympiasiegerin im Weitsprung
- Peter Biesenbach (* 1948), CDU-Politiker, Mitglied des Landtages, Justizminister des Landes Nordrhein-Westfalen
- Lutz Felbick (* 1954), Musikwissenschaftler
- Dirk Rauin (* 1957), Handballspieler und -trainer
- Jörg von Polheim (* 1959), Bäckermeister und Politiker (FDP), Mitglied im 17. Deutschen Bundestag.
- Jörg Guido Hülsmann (* 1966), Nationalökonom
- Simon Licht (* 1966), Schauspieler
- Jutta Günther (* 1967), Wirtschafts- und Sozialwissenschaftlerin
- Beate Gilles (* 1970), römisch-katholische Theologin, Generalsekretärin der Deutschen Bischofskonferenz
- Markus Hötzel (* 1971), Tubist
- Massimo Bognanni (* 1984), Journalist und Autor
- Roman Wasserfuhr (* 1985), Jazzpianist, Komponist und Arrangeur
- Julian Wasserfuhr (* 1987), Jazztrompeter
- Norman Hauner (* 1991), Eishockeyspieler

### Persönlichkeiten mit Verbindungen zur Stadt
- Friedrich von Hückeswagen (lebte um 1138), erster nachgewiesener Graf von Hückeswagen
- Heinrich von Hückeswagen (erstmals erwähnt 1176; † 1205), Regent und Graf von Hückeswagen
- Arnold von Hückeswagen (regierte 1208 bis 1240) war Regent und Graf von Hückeswagen
- Franco von Hückeswagen (erwähnt 1240 bis ca. 1277), er verkaufte Hückeswagen an die Grafen von Berg
- Wilhelm I. von Berg († 1308)
- Margarete von Hochstaden († 1314), Regentin der Grafschaft Hückeswagen
- Johann Heinrich Jung-Stilling (1740–1817), Arzt und Schriftsteller, wohnte als Hauslehrer in Hartkopsbever
- Vinzenz Jakob von Zuccalmaglio (1806–1876), genannt Montanus, Schriftsteller und Dichter
- Joachim von Brüsewitz (1891–1966), Tänzer
- Carola Lepping (1921–2009), Schriftstellerin
- Barbara Kisseler (1949–2016), Kulturstaatssekretärin in Berlin, besuchte die Grundschule in Hückeswagen
- Uwe Ufer (* 1965), Geschäftsführer der Diakonie Michaelshoven, Bürgermeister von 2004–2013
- Volkan Isbert (* 1988), Schauspieler
- Gerald Wasserfuhr (* 1957), Musiker und Musikpädagoge